# Lunax
Lunax is een dorp en voormalige gemeente in het Franse departement Haute-Garonne in de regio Occitanie. De gemeente werd op 1 januari 2017 opgeheven en opgenomen in de aangrenzende gemeente Péguilhan.
De plaats maakt deel uit van het kanton Boulogne-sur-Gesse in het arrondissement Saint-Gaudens en telt 61 inwoners (2009). De inwoners worden Lunacais(es) genoemd.

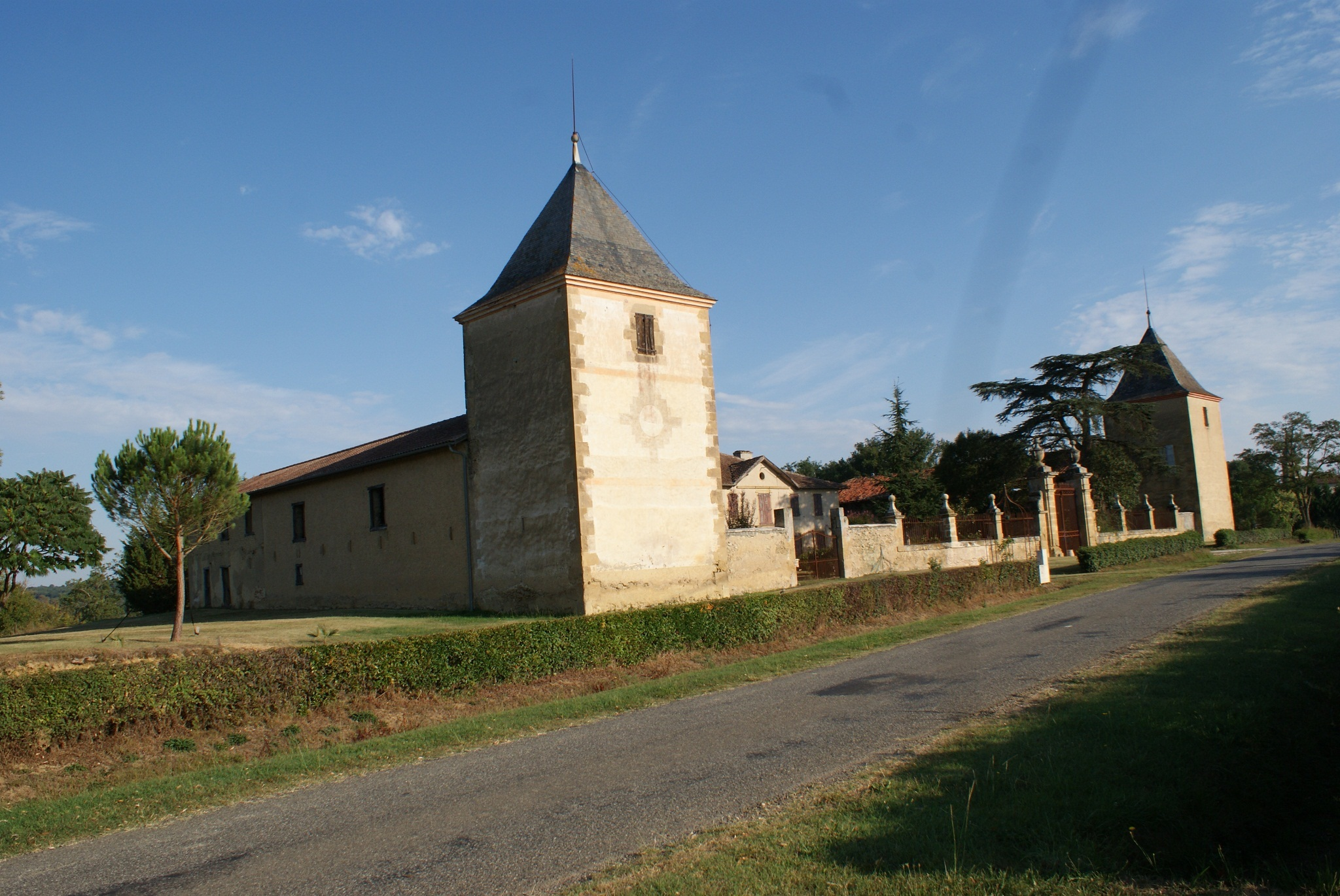
De kasteelboerderij van Lunax; Château de Lunax

## Het huidige dorp
Het dorp is gelegen op de heuvelrug tussen het dal van de Gimone in het westen en dat van de Gesse in het oosten. De D41 gaat door Lunax. Het dorp ligt ten noorden (iets oost) van het stuwmeer Lac de la Gimone. In de kern van het dorp is iets ten noorden van het gemeentehuis een monument voor de gevallenen. Langs de D41 zuidwaarts staat de kerk en nog wat zuidelijker een kasteel, Château de Lunax.

## De nabije omgeving
De onderstaande figuur toont de Lunax omringende communes.

## Geografie
De oppervlakte van Lunax bedraagt 5,2 km², de bevolkingsdichtheid is dus 11,7 inwoners per km².
De onderstaande kaart toont de ligging van Lunax met de belangrijkste infrastructuur en aangrenzende gemeenten.

## Demografie
Onderstaande figuur toont het verloop van het inwonertal (bron: INSEE-tellingen).